# 塔菲別霍 (圖庫曼省)

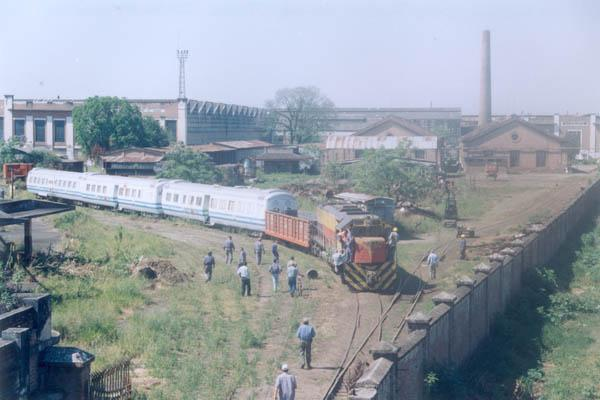

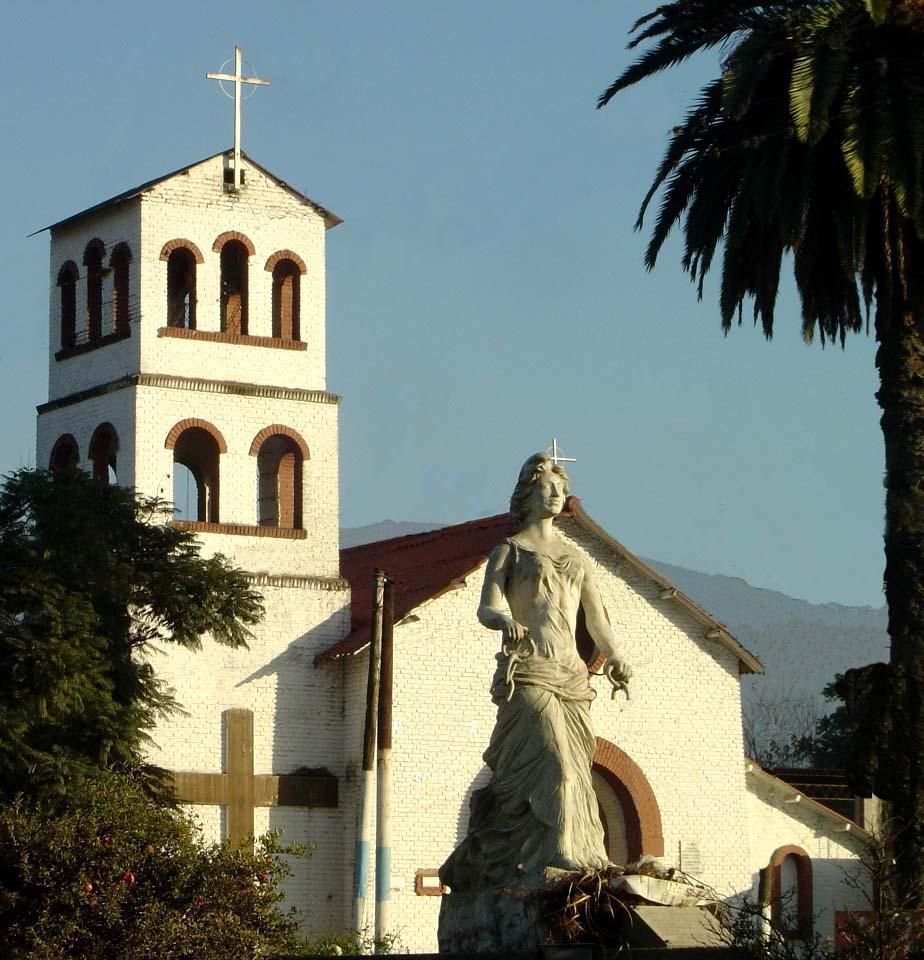

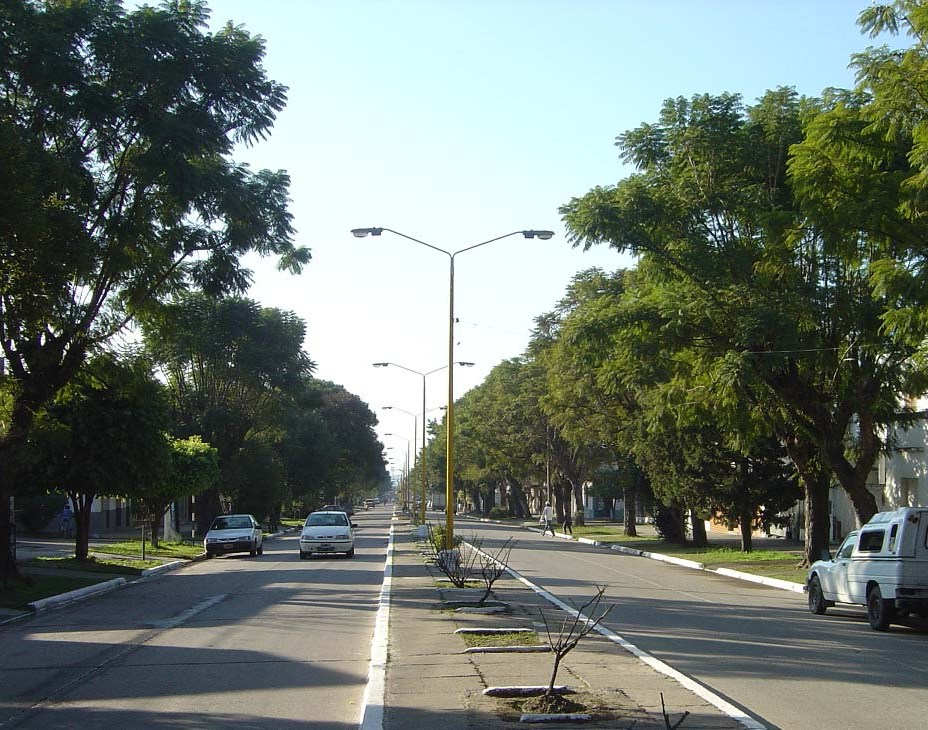

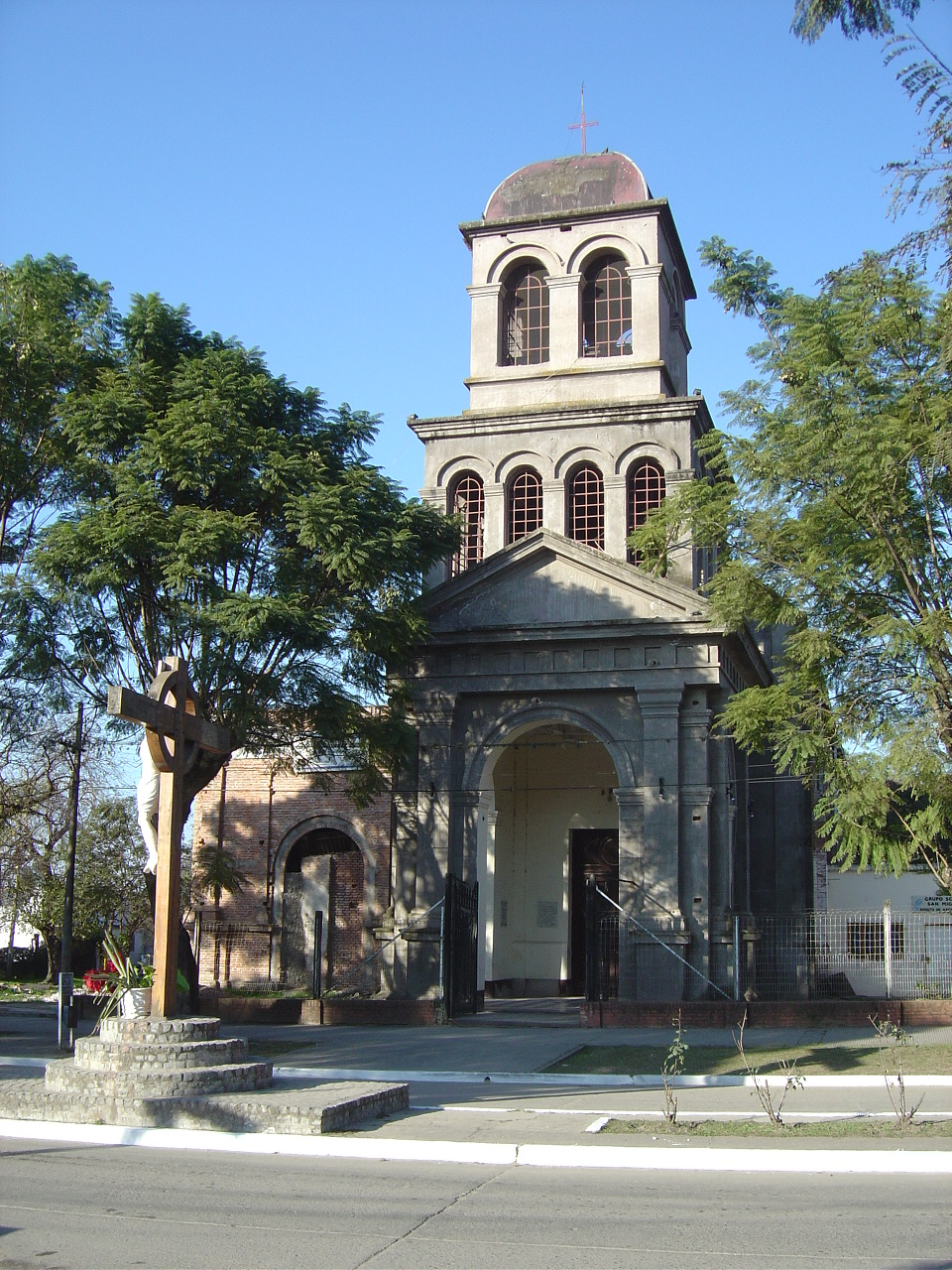

塔菲別霍（西班牙語：Tafí Viejo）是阿根廷的城鎮，位於該國西北部，由圖庫曼省負責管轄，距離首府聖米格爾-德圖庫曼15公里，始建於1900年5月3日，海拔高度591米，2012年人口42,266。

## 外部連結
- Municipal information and contacts